# ペタル・ドゥルコヴィッチ
ペタル・ドゥルコヴィッチ（セルビア語: Петар Ђурковић / Petar Đurković、1908年 - 1981年）は、セルビアの天文学者である。
名前についてはペロ・ドゥルコヴィッチ（Перо Ђурковић / Pero Đurković）とも呼ばれ、ラテン文字で Pero Djurkovic とも綴られる。
ドゥルコヴィッチは、2つの小惑星を発見した。1つはベルギー王立天文台で発見し、セルビア人の地球科学者ミルティン・ミランコビッチの名を命名した。もう一つはベオグラードで発見し、ベオグラード天文台のある地区名になったジュベジュダラと命名した。
小惑星(1555)デヤンはドゥルコヴィッチの息子の名前から命名されている。